# Colonia San Juan
Colonia San Juan es una localidad argentina ubicada en el departamento Figueroa de la provincia de Santiago del Estero. Se encuentra 4 km al este de la Ruta Provincial 50.
Cuenta con una escuela de nivel secundario. En 2011 se anunció la licitación de la planta potabilizadora y red de agua potable para la localidad. En 2008 se eligió el primer comisionado municipal.

## Población
Cuenta con 85 habitantes (Indec, 2010), lo que representa un descenso del 52,2% frente a los 178 habitantes (Indec, 2001) del censo anterior.
| Gráfica de evolución demográfica de Colonia San Juan entre 1991 y 2010 |
|                                                                        |
| Fuente de los Censos Nacionales del INDEC                              |

## Parroquias de la Iglesia católica en Colonia San Juan
| Diócesis  | Añatuya           |
| --------- | ----------------- |
| Parroquia | San Juan Bautista |